# 西原一甫
西原 一甫（にしはら いっぽ、宝暦10年（1760年） - 天保15年5月16日（1844年7月1日））は江戸時代の筑後国柳河藩士。耽奇会及び兎園会参加者の一人で、「図説立花家記」では耽奇会主催者としている。通称は半三郎、六弥太、新右衛門。諱は公和、公助（きみすけ）。号は一甫、南野、一輔、梭江（さこう）で、西原一甫で著名。家号は松羅館。父は西原種正、母は白井久慶の娘。

## 経歴
幼少より江戸で生活し、定府藩士として留守居や小姓頭格用人などを勤める。文政7年（1824年）5月から耽奇会に参加、兎園会にも参加していたものの文政8年（1825年）4月に藩命により江戸から柳川に下向したので、結局両会に最後まで参加できなかった。

天保年間は柳河藩領南野（現在の柳川市大和町）に隠棲。「天保十三壬寅十一月改侍帳寺社」（1842年頃の史料）に『同（隠居料十人扶持）小姓頭格　西原一甫』とある。

## 著作
著作に「耽奇漫談」（滝沢馬琴著の瀧沢本に対して西原本という。）、「柳川明証図会」がある。